# Ethel Catherwood
Ethel Catherwood   (Hannah, 28 d'abril de 1908 - Grass Valley, 26 de setembre de 1987) va ser una atleta canadenca, especialista en el salt d'alçada, que va competir durant les dècades de 1920 i 1930.
Nascuda a Hannah (Dakota del Nord), va estudiar a Saskatoon, Saskatchewan, on va destacar jugant al beisbol, el bàsquet i l'atletisme. El 1926 va millorar, primer el rècord canadenc del salt d'alçada i poc després el rècord del món.
El 1928 va prendre part en els Jocs Olímpics d'Amsterdam, on va guanyar la medalla d'or en la prova del salt d'alçada del programa d'atletisme.
Catherwood també va guanyar diversos campionats nacionals de llançament de javelina, però aquesta modalitat no fou olímpica fins al 1932, i ella es retirà el 1931. En tornar dels Jocs de 1928, Catherwood va rebre una oferta milionària per participar en una pel·lícula, però la va rebutjar. Va fer un curs de negocis, es va casar i es va traslladar a Califòrnia.
El 1955 fou incorporada al Canada's Sports Hall of Fame.

## Millors marques
- Salt d'alçada. 1m 60cm (1928)
- Llançament de javelina. 36.17 metres (1927)[2][3]